# 진도 석교리 백목련
진도 석교리 백목련(珍島 石橋里 白木蓮)은 대한민국 전라남도 진도군 임회면 석교리, 석교초등학교에 있는 백목련이다. 2002년 11월 27일 전라남도의 기념물 제217호로 지정되었다.

## 개요
백목련(白木蓮, Yulan Magnolia)은 학명이 Magnolia denudata Desr.이다. 목련과(Magnoliaceae：아시아와 아프리카의 온대와 아열대에 약 10속 100여종, 우리나라는 3속 5종이 분포)의 목련속(Magnolia Linne：전세계 약 35종 특히 동남아시아 열대지방에 분포하고 백악기 3기의 지층화석으로 나타난 오래된 식물)식물로 중국 원산으로 흔히 정원에 심으며 목련이라 불리는 낙엽 교목이다.
전남 진도군 임회면 석교초등학교 안의 백목련은 흉고직경(DBH) 85∼90㎝(근저부에서 가지가 발달), 근원직경 85∼90㎝, 나무높이(H) 10∼11m, 수관폭 8∼11m 크기로 나이는 약 100년으로 보인다.
1900년 경 이 나무를 석교초등학교에 심었다고 하며 이 학교에서는 목련관을 신축하고 목련제의 축제를 행하고 있을 만큼 이 지역 주민과 학교 졸업생들이 애착을 가지고 있고 그 외형이 아름다운 나무이다.
목련과 목련속 식물은 고생대 식물로 우리나라에서는 목련, 함박꽃나무, 자목련 등을 많이 심고 있다. 일본식 정원이 있는 고택에서 노거수 형태로 흔히 식재되어 관찰된다.
석교초등학교 건립 당시 심어진 백목련은 학교의 전통과 역사를 상징할 뿐만 아니라, 외형이 아름답고 보존 상태가 양호하여 가치가 크다.

## 같이 보기
- 석교초등학교

## 참고 문헌
- 진도 석교리 백목련 - 국가유산청 국가유산포털